# Caroline Thompson
Caroline Thompson (nascuda a Washington D. C. el 23 d'abril de 1956) és una novel·lista, guionista, directora i productora americana.
Va escriure per a les pel·lícules de Tim Burton Edward Scissorhands, Malson abans de Nadal i La núvia cadàver. Va co-escriure la història d'Edward Scissorhands i recentment va co-adaptar-ne una nova versió per als escenaris amb el director i coreògraf Matthew Bourne. Thompson també va adaptar el guió per a la versió en pel·lícula de Wicked Lovely, una sèrie de fantasia amb molt èxit, el 2011, però la producció es va posar en espera.

## Filmografia[4][5]
- Edward Scissorhands (1990)
- La família Addams (1991)
- Homeward Bound: The Incredible Journey (1993)
- The Secret Garden (1993)
- Malson abans de Nadal (1993)
- Black Beauty (1994)
- Buddy (1997)
- Snow White (TV, 2001)
- La núvia cadàver (2005)
- City of Ember: A la recerca de la llum (2008)